# Mancinella marmorata
Mancinella marmorata is een slakkensoort uit de familie van de Muricidae. De wetenschappelijke naam van de soort is voor het eerst geldig gepubliceerd in 1865 door Pease.